# Atletica leggera ai Giochi della XXX Olimpiade - 100 metri piani femminili

Video ufficiale della Finale

Ai Giochi della XXX Olimpiade, che si sono tenuti a Londra nel 2012, la competizione dei 100 metri piani femminili si è svolta nelle giornate del 3 e 4 agosto presso lo Stadio Olimpico.

## Presenze ed assenze delle campionesse in carica
Per i campionati europei si considera l'edizione del 2010.
| Competizione         | Atleta            | Prestazione | Londra 2012 |
| -------------------- | ----------------- | ----------- | ----------- |
| Olimpiadi 2008       | Shelly-Ann Fraser | 10”78       | Presente    |
| Commonwealth 2010    | Natasha Mayers    | 11”37       | Ritirata    |
| Europei 2010         | Verena Sailer     | 11”10       | Presente    |
| Asiatici 2010        | Chisato Fukushima | 11”33       | Presente    |
| Panamericani 2011    | Rosângela Santos  | 11”22       | Presente    |
| Africani 2011        | Oludamola Osayomi | 10”90w      | Presente    |
| Mondiali 2011        | Carmelita Jeter   | 10”90       | Presente    |
|                      |                   |             |             |
| Mondiali junior 2008 | Jeneba Tarmoh     | 11”37       | Presente    |

## La gara
Da questa edizione dei Giochi, la competizione si sviluppa su tre turni invece di quattro: dopo il primo turno si passa direttamente alle semifinali. I tempi migliori dell'anno sono stati ottenuti dalle statunitensi e dalle giamaicane.
Le migliori passano agevolmente il primo turno. Sei atlete corrono in meno di 11”; lo stesso si ripete in semifinale.
Le semifinali si disputano con la nuova formula: tre serie con la qualificazione diretta per le prime due. Vengono ripescati i due migliori tempi. Nella prima Carmelita Jeter (USA) batte la giamaicana Veronica Campbell; nella seconda la campionessa uscente Shelly-Ann Fraser prevale sulla statunitense Allyson Felix; nella terza, dove Tianna Madison (USA) e Blessing Okagbare giungono appaiate al primo posto, Kerron Stewart rimane fuori dalla finale con il tempo più veloce mai corso da un'atleta non qualificata (11”04). Il miglior tempo delle semifinali è della Jeter (10"83).
In finale la Fraser ha una partenza al fulmicotone e distacca le avversarie di oltre un metro; nella seconda parte della gara rinviene la Jeter, che però non riesce a raggiungere l'avversaria: la statunitense finisce a tre centesimi dalla vincitrice (10”75 contro 10”78).
La gara è stata una delle più veloci della storia della specialità. Il tempo della vincitrice è il migliore mai corso in una finale olimpica dopo Florence Griffith (10”54 nel 1988). Il tempo della Jeter è il più veloce mai corso da un'atleta seconda classificata, così come per la terza, quarta, sesta, settima ed ottava posizione.

## Risultati

### Turno preliminare e Batterie
Venerdì 3 agosto.
Si qualificano per il secondo turno le prime 2 classificate di ogni batteria. Vengono ripescati i 2 migliori tempi delle escluse.

#### 1ª batteria
Ore 10:40.
| Pos. | Corsia | Atleta           | Paese     | Tempo | Note                          |
| ---- | ------ | ---------------- | --------- | ----- | ----------------------------- |
| 1    | 3      | Feta Ahamada     | Comore    | 11"81 | Q                             |
| 2    | 9      | Dana Abdul Razak | Iraq      | 11"91 | Q                             |
| 3    | 8      | Bamab Napo       | Togo      | 12"24 | q                             |
| 4    | 7      | Chauzje Choosha  | Zambia    | 12"29 | Miglior prestazione personale |
| 5    | 4      | Afa Ismail       | Maldive   | 12"52 | Miglior prestazione personale |
| 6    | 5      | Rima Taha        | Giordania | 12"66 | Miglior prestazione personale |
| 7    | 2      | Aissata Touré    | Guinea    | 13"25 |                               |
| 8    | 6      | Kaingaue David   | Kiribati  | 13"61 | Miglior prestazione personale |

#### 2ª batteria
Ore 10:47.
| Pos. | Corsia | Atleta                  | Paese   | Tempo | Note |
| ---- | ------ | ----------------------- | ------- | ----- | ---- |
| 1    | 8      | Delphine Atangana       | Camerun | 11"71 | Q    |
| 2    | 9      | Kaina Martinez          | Belize  | 11"81 | Q    |
| 3    | 5      | Diane Borg              | Malta   | 12"00 | q    |
| 4    | 6      | Shinoona Salah Al-Habsi | Oman    | 12"45 |      |
| 5    | 7      | Cristina Llovera        | Andorra | 12"78 |      |
| 6    | 2      | Nafissa Souleymane      | Niger   | 12"81 |      |
| 7    | 3      | Asenate Manoa           | Tuvalu  | 13"48 |      |
| 8    | 4      | Fatima Sulaiman Dahman  | Yemen   | 13"95 |      |

#### 3ª batteria
Ore 10:54.
| Pos. | Corsia | Atleta                | Paese          | Tempo | Note                                     |
| ---- | ------ | --------------------- | -------------- | ----- | ---------------------------------------- |
| 1    | 5      | Lorène Bazolo         | Rep. del Congo | 11"87 | Q                                        |
| 2    | 2      | Yee Pui Fong          | Hong Kong      | 12"02 | Q                                        |
| 3    | 7      | Patricia Taea         | Isole Cook     | 12"47 | Miglior prestazione personale stagionale |
| 4    | 8      | Maysa Rejepova        | Turkmenistan   | 12"80 | Miglior prestazione personale            |
| 5    | 9      | Pauline Kwalea        | Isole Salomone | 12"90 | Miglior prestazione personale            |
| 6    | 6      | Laenly Phoutthavong   | Laos           | 13"15 |                                          |
| 7    | 4      | Rubie Joy Gabriel     | Palau          | 13"34 | Miglior prestazione personale            |
| -    | 3      | Noor Hussain Al-Malki | Qatar          | dnf   |                                          |

#### 4ª batteria
Ore 11:01.
| Pos. | Corsia | Atleta            | Paese              | Tempo | Note                          |
| ---- | ------ | ----------------- | ------------------ | ----- | ----------------------------- |
| 1    | 6      | Toea Wisil        | Papua Nuova Guinea | 11"60 | Q                             |
| 2    | 2      | Saruba Colley     | Gambia             | 12"21 | Q                             |
| 3    | 1      | Martina Pretelli  | San Marino         | 12"41 |                               |
| 4    | 7      | Lidiane Lopes     | Capo Verde         | 12"72 |                               |
| 5    | 5      | Hala Gezah        | Libia              | 13"24 |                               |
| 6    | 4      | Pramila Rijal     | Nepal              | 13"33 |                               |
| 7    | 3      | Janice Alatoa     | Vanuatu            | 13"60 |                               |
| 8    | 9      | Mihter Wendolin   | Micronesia         | 13"67 |                               |
| 9    | 8      | Tahmina Kohistani | Afghanistan        | 14"42 | Miglior prestazione personale |

### Semifinali

#### 1ª Semifinale
Vento: 0.0 m/s
| Pos. | Corsia | Atleta                  | Paese                   | Tempo | Note |
| ---- | ------ | ----------------------- | ----------------------- | ----- | ---- |
| 1    | 6      | Carmelita Jeter         | Stati Uniti             | 10"83 | Q    |
| 2    | 4      | Veronica Campbell-Brown | Giamaica                | 10"89 | Q    |
| 3    | 7      | Rosangela Santos        | Brasile                 | 11"17 |      |
| 4    | 8      | Laverne Jones-Ferrette  | Isole Vergini Americane | 11"27 |      |
| 5    | 5      | Semoy Hackett           | Trinidad e Tobago       | 11"26 |      |
| 6    | 3      | Olesya Povh             | Ucraina                 | 11"30 |      |
| 7    | 9      | Ruddy Zang Milama       | Gabon                   | 11"31 |      |
| 8    | 2      | Abiodun Oyepitan        | Regno Unito             | 11"36 |      |

#### 2ª Semifinale
Vento: +1.2 m/s
| Pos. | Corsia | Atleta                  | Paese             | Tempo | Note |
| ---- | ------ | ----------------------- | ----------------- | ----- | ---- |
| 1    | 6      | Shelly-Ann Fraser-Pryce | Giamaica          | 10"85 | Q    |
| 2    | 4      | Allyson Felix           | Stati Uniti       | 10"94 | Q    |
| 3    | 5      | Kelly-Ann Baptiste      | Trinidad e Tobago | 11"00 | q    |
| 4    | 3      | Ezinne Okparaebo        | Norvegia          | 11"10 |      |
| 5    | 9      | Gloria Asumnu           | Nigeria           | 11"21 |      |
| 6    | 7      | Ivet Lalova             | Bulgaria          | 11"31 |      |
| 7    | 2      | Sheniqua Ferguson       | Bahamas           | 11"32 |      |
| 8    | 8      | Olga Bludova            | Kazakistan        | 11"39 |      |

#### 3ª Semifinale
Vento: +1.0 m/s
| Pos. | Corsia | Atleta            | Paese             | Tempo | Note |
| ---- | ------ | ----------------- | ----------------- | ----- | ---- |
| 1    | 7      | Blessing Okagbare | Nigeria           | 10"92 | Q    |
| 2    | 6      | Tianna Madison    | Stati Uniti       | 10"92 | Q    |
| 3    | 5      | Murielle Ahoure   | Costa d'Avorio    | 11"01 | q    |
| 4    | 8      | Kerron Stewart    | Giamaica          | 11"04 |      |
| 5    | 4      | Myriam Soumare    | Francia           | 11"13 |      |
| 6    | 9      | Verena Sailer     | Germania          | 11"25 |      |
| 7    | 3      | Lina Grincikaite  | Lituania          | 11"30 |      |
| 8    | 2      | Michelle-Lee Ahye | Trinidad e Tobago | 11"32 |      |

### Finale
Vento: +1.5 m/s
| Migliore atleta in attività | 10"64 | Carmelita Jeter   | Presente |
| Primatista stagionale       | 10"70 | Shelly-Ann Fraser | Presente |

1. ↑  Stabilito nel 2009.

| Pos.    | Atleta                  | Età | Paese             | Tempo | Note                                     |
| ------- | ----------------------- | --- | ----------------- | ----- | ---------------------------------------- |
| Oro     | Shelly-Ann Fraser-Pryce | 26  | Giamaica          | 10"75 |                                          |
| Argento | Carmelita Jeter         | 33  | Stati Uniti       | 10"78 | Miglior prestazione personale stagionale |
| Bronzo  | Veronica Campbell-Brown | 30  | Giamaica          | 10"81 | Miglior prestazione personale stagionale |
| 4       | Tianna Madison          | 27  | Stati Uniti       | 10"85 | Miglior prestazione personale            |
| 5       | Allyson Felix           | 27  | Stati Uniti       | 10"89 | Miglior prestazione personale            |
| 6       | Kelly-Ann Baptiste      | 26  | Trinidad e Tobago | 10"94 |                                          |
| 7       | Murielle Ahouré         | 25  | Costa d'Avorio    | 11"00 |                                          |
| 8       | Blessing Okagbare       | 24  | Nigeria           | 11"01 |                                          |